# Deltocephalus samuelsoni
Deltocephalus samuelsoni är en insektsart som beskrevs av Knight 1976. Deltocephalus samuelsoni ingår i släktet Deltocephalus och familjen dvärgstritar. Inga underarter finns listade i Catalogue of Life.